# Elezione del Presidente del Senato del 1983 (seconda)

Risultati I Scrutinio: Francesco Cossiga (280); Araldo di Crollalanza (18); Adriano Ossicini (3); Francesco De Martino (1); Paolo Emilio Taviani (1); Schede bianche (12); Assenti=7.

La seconda elezione del presidente del Senato del 1983 per la IX legislatura della Repubblica Italiana si è svolta il 12 luglio 1983.
Il presidente del Senato uscente è Vittorino Colombo. Le funzioni di presidente provvisorio sono svolte dalla decana dell'assemblea, la senatrice a vita Camilla Ravera.
Presidente del Senato della Repubblica, eletto al I scrutinio, è Francesco Cossiga.

## L'elezione

### Preferenze per Francesco Cossiga
| Scrutinio | Voti | Percentuale |
| --------- | ---- | ----------- |
| I         | 280  | 88,8%       |

## 12 luglio 1983

### I scrutinio
Per la nomina è richiesta la maggioranza assoluta dei componenti dell'Assemblea.
| Dati votazione | Dati votazione |    | Nome                  | Nome | Voti |
| -------------- | -------------- | -- | --------------------- | ---- | ---- |
| Presenti       | 315            |    | Francesco Cossiga     | 280  |      |
| Votanti        | 315            |    | Araldo di Crollalanza | 18   |      |
| Astenuti       | 0              |    | Adriano Ossicini      | 3    |      |
| Maggioranza    | 162            |    | Francesco De Martino  | 1    |      |
|                |                |    | Paolo Emilio Taviani  | 1    |      |
|                | Schede bianche | 12 |                       |      |      |
|                | Schede nulle   | 0  |                       |      |      |

Risulta eletto: Francesco Cossiga